# Felice Mariani (calciatore)
Felice Mariani (Caronno Pertusella, 11 settembre 1918 – Milano, 31 luglio 1997) è stato un calciatore e allenatore di calcio italiano, di ruolo centrocampista.

## Carriera
In gioventù militò nel Lissone.
Giocò in Serie A con Ambrosiana-Inter e Brescia. Ha esordito nella massima serie il 7 dicembre 1941 nella partita Ambrosiana Inter-Livorno (1-1). Ha disputato una stagione con il Novara ed una con il Legnano. Con il Brescia ha giocato 7 Campionati, collezionando 208 presenze e 5 reti.
Dal 1951 al 1956 ha chiuso la carriera a Pavia giocando 5 stagioni, tre in Serie C e due in Serie B, con 119 presenze e 15 reti realizzate.
Nella stagione 1963-64 è stato chiamato ad allenare il Pavia, prendendo il posto di Giuseppe Albani e portando la squadra ad una tranquilla salvezza in Serie D.

## Palmarès

### Giocatore

#### Competizioni nazionali
- Serie C: 1

Pavia: 1952-1953